# Laura Grimaldi
Laura Grimaldi (Rufina, 1928 – Milano, 3 luglio 2012) è stata una scrittrice e traduttrice italiana.

## Biografia
Nata vicino a Firenze, trascorse l'infanzia con la famiglia a Bergamo. Dopo gli studi inizia a tradurre dall'inglese in stretta collaborazione con Alberto Tedeschi della Arnoldo Mondadori Editore. È lo stesso Tedeschi a suggerirle di presentarsi  al quiz Lascia o raddoppia? come esperta di giallo. Questo le fornisce il piccolo capitale che le occorre per trasferirsi a Milano dove può collaborare più regolarmente con Mondadori
, dirigendo collane come Segretissimo, Il Giallo Mondadori e Urania.
Come critico letterario ha collaborato con Millelibri, Linea d'ombra, Il Messaggero. Nel 1989 ha fondato con Marco Tropea la casa editrice Interno Giallo. A lei si deve la fama di Dashiell Hammett presso il pubblico italiano. Dal 1997 è stata consulente del gruppo editoriale Il Saggiatore.
È stata autrice di romanzi, di un libro-inchiesta sul terrorismo (Processo all'istruttoria: cronaca di un'inquisizione politica, prefazione di Giorgio Galli, Milano, Milano libri, 1981, sulla vicenda di suo figlio Gabriele, membro dei Proletari Armati per il Comunismo, condannato per l'Omicidio di Pierluigi Torregiani) e (con Marco Tropea) di due "satire giallo-politiche" (Elementare, signor presidente, Milano, A. Mondadori, 1977 e Elementare, signor presidente: dieci anni dopo, Milano, A. Mondadori, 1987).
Ha parlato della sua esperienza di "giallista" in Il giallo e il nero: scrivere suspense (Milano, Pratiche, 1996) e Scrivere il giallo e il nero (Roma, D. Audino, 2009). Ha tradotto centinaia di volumi di autori quali Eric Ambler, Ray Bradbury, John Dickson Carr, Raymond Chandler, Agatha Christie, Philip K. Dick, Ayn Rand, Thomas Harris, Ernest Hemingway, Ellery Queen, Rex Stout, Scott Turow, Donald E. Westlake.
Visse gli ultimi anni nella malattia, e raccontò l'esperienza nell'ultimo romanzo, l'autobiografico Faccia un bel respiro.

## Opere
- (con Marco Tropea) Elementare, signor Presidente, Milano, Arnoldo Mondadori Editore, 1977.
- (con Marco Tropea) Elementare, signor Presidente. Dieci anni dopo, Milano, Arnoldo Mondadori Editore, 1987.
- Il sospetto, Milano, A. Mondadori, 1989.
- La colpa, Milano, Leonardo, 1990 (poi Milano, Mondadori, 2010).
- Il cappio al collo, Torino-Milano, Edizioni Sonda, 1991.
- Monsieur Bovary, Milano, Leonardo, 1991.
- La paura, Milano, A. Mondadori, 1993.
- Profumo di casa, Milano, Pratiche Editrice, 1997.
- Faccia un bel respiro, Milano, Mondadori, 2012.

### Raccolte
- Perfide storie di famiglia: Il sospetto, La colpa, La paura, Milano, Marco Tropea Editore, 1996.